# Semiothisa horridaria
Semiothisa horridaria är en fjärilsart som beskrevs av Moore 1888. Semiothisa horridaria ingår i släktet Semiothisa och familjen mätare. Inga underarter finns listade i Catalogue of Life.